# Hatnub
Hatnub és una pedrera de l'antic Egipte, al nomós de Hare, a l'Egipte mitjà, a uns 20 km de Tell al-Amarna. El nom Hatnub s'aplicava també a la pedra d'una qualitat determinada, perquè aquesta era la qualitat de la majoria de la pedra de la pedrera.